# Pseudoscopelus aphos
Pseudoscopelus aphos is een straalvinnige vissensoort uit de familie van chiasmodontiden (Chiasmodontidae). De wetenschappelijke naam van de soort is voor het eerst geldig gepubliceerd in 2005 door Prokofiev & Kukuev.